# Colonia del Capo
La Colonia del Capo (Cape Colony in inglese, Kaapkolonie in afrikaans e olandese) era una colonia dell'impero britannico costituita dopo la conquista della colonia del Capo olandese. 
Nel momento della sua massima espansione, la Colonia del Capo si estendeva dalla penisola del Capo a sudovest fino al Fish River a est e all'Orange a nord. Le regioni che un tempo costituivano la colonia sono oggi suddivise in diverse province del Sudafrica, principalmente fra il Capo Occidentale, il Capo Orientale e il Capo Settentrionale.

## Storia
La Colonia del Capo fu fondata alla fine del XVII secolo dagli olandesi, che costruirono un primo insediamento a Città del Capo come scalo per le navi della Compagnia Olandese delle Indie Orientali. I coloni, detti "boeri", erano principalmente olandesi e ugonotti di origine francese. La Colonia fu nel 1792 occupata dal Regno Unito, che ne ottenne la cessione da Guglielmo I dei Paesi Bassi, allora 'Principe Reggente' della Province Unite, con il Trattato anglo-olandese del 1814.
Nel corso dell''800, gli Inglesi praticarono una campagna di espansione verso nord, che li avrebbe portati ad unificare il Sudafrica a spese sia degli indigeni (Xhosa e Zulu) sia delle Repubbliche Boere del nord. Sotto gli inglesi, la Colonia venne a estendersi per buona parte del Sudafrica, fino al Fish River e all'Orange. Con la formazione dell'Unione del Sudafrica nel 1910, la Colonia cessò di esistere in quanto tale e prese il nome di "Provincia del Capo di Buona Speranza" (Cape of Good Hope Province, o semplicemente Cape Province).